# Перикса (городской округ город Тамбов)
Перикса — деревня в Тамбовской области России. Входит в городской округ город Тамбов.

## География
Расположена на реке Цна, на юго-восточной границе города Тамбова. Примыкает на севере к Ленинскому району Тамбова, на западе — к юго-восточной оконечности Советского района Тамбова. Территорией последнего деревня отделена от остальной части Покрово-Пригородного сельсовета и села Покрово-Пригородное.

## История
До 2022 года деревня входила в Покрово-Пригородный сельсовет Тамбовского района.

## Население
| 2002 | 2010 | 2021 |
| ---- | ---- | ---- |
| 880  | ↗931 | ↘760 |

### Национальный состав
Согласно результатам переписи 2002 года, в национальной структуре населения русские составляли 96 % от жителей.